# Strauch-Dornlattich
Der Strauch-Dornlattich (Launaea arborescens, Syn.: Zollikoferia arborescens Batt.) ist eine Pflanzenart aus der Gattung der Dornlattiche (Launaea). Der mittelgroße Dornenstrauch mit seinen auffällig zickzackförmigen Zweigen wächst in den Halbwüsten Nordwest-Afrikas, an der afrikanischen Atlantikküste und den vorgelagerten Inseln sowie im Südosten Spaniens. Das Artepitheton „arborescens“ (lat. „baumartig“) weist auf seinen strauchartigen Wuchs hin.

## Beschreibung
Launaea arborescens ist ein mittelgroßer, sehr kleinteilig verzweigter und stark mit Dornen bewehrter Strauch von etwa halbkugeliger bis kissenförmiger Gestalt, der Wuchshöhen von 50 bis 100 cm, maximal bis 150 cm erreicht.
Auffallend ist der zickzackförmige Wuchs der Sprossachsen. Diese sind jung glatt, von gleichmäßiger Dicke, grau-grüner Farbe und von einer dünnen, abwischbaren Wachsschicht bedeckt (glauk); im Alter bekommen sie eine grau-braune Rinde. Schon die jungen Sprossachsen sind starr und durch Sklerenchymfasern leicht verholzt. Sie verzweigen sich nach kurzen Abständen in Winkeln von 80–100° und bilden so dicht verzweigte Achsensysteme, die sich gegenseitig durchdringen und an den Enden in Blüten oder Dornen auslaufen. Sowohl die Sprossachsen als auch die Blätter führen einen unangenehm riechenden Milchsaft.
Der Strauch ist weitgehend blattlos und trägt nur während der Hauptblüte in der Regenzeit im Herbst oder Winter einige Blätter. Diese sitzen vor allem an der Basis der dem Größenwachstum dienenden vegetativen Sprosse, werden jedoch bei abnehmendem Wasserangebot bald wieder abgeworfen. Die bis etwa 8 cm langen äquifazialen Blätter sind bis 0,5 cm breit und lineal-lanzettlich, teilweise etwas breiter und dann unregelmäßig gelappt und gezähnt, einzelne Lappen zum Teil lang und schmal ausgezogen. An den generativen Sprossachsen der Blütenstände finden sich nur kleine, dreieckige Schuppenblätter.
Die gelben Korbblüten mit einem Durchmesser von etwa 1,5 cm sitzen stets einzeln endständig an den Sprossachsen der Gesamtblütenstände. Die an der Spitze schwach bewimperten, dachziegelartig geschichteten 9–13 Hüllblätter sind etwa einen Zentimeter lang. Bei den Knospen bilden die Hüllblätter einen schlanken Zylinder, der sich bei der Blüte am unteren Ende etwas glockig erweitert. Während der Reifezeit schließen sie sich konisch zulaufend und öffnen sich schließlich zur Fruchtreife sternförmig. Im Blütenkorb befinden sich 7–19 Zungenblüten, deren 5–8 mm lange und etwa 2,5 mm breite Zungen in fünf Zipfeln auslaufen, die ihre Bildung aus fünf miteinander verwachsenen Kronblättern erkennen lassen. Die Staubbeutel der Staubgefässe sind wie bei Korbblütlern üblich zu einer Röhre verwachsen, durch die der Griffel des Stempels verläuft. Oberhalb der Röhre teilt sich der Stempel in zwei Narben. Staubgefässe, Stempel und Pollen sind wie die Blütenzungen leuchtend gelb. Die Pollen besitzen, wie bei allen Dornlattichen, drei zusammengesetzte Keimöffnungen, die von dornigen Graten umgeben sind (tricolporat-echinolophat).
Die hellbraunen Achänenfrüchte sind drei bis gut vier mm lang und haben einen Durchmesser von 0,7–1,3 mm. Sie sind durch fünf Längsrippen gegliedert, die ihrerseits auf beiden Seiten von weniger ausgeprägten Nebenrippen begleitet werden. Am oberen Ende befindet sich ein weißer, etwa fünf bis acht mm langer ungestielter Flugschirm (Pappus) aus borstenartigen bis flaumigen Haaren.
Der zweifache (diploide) Chromosomensatz des Strauch-Dornlattichs hat eine Chromosomenanzahl von 2n = 14.

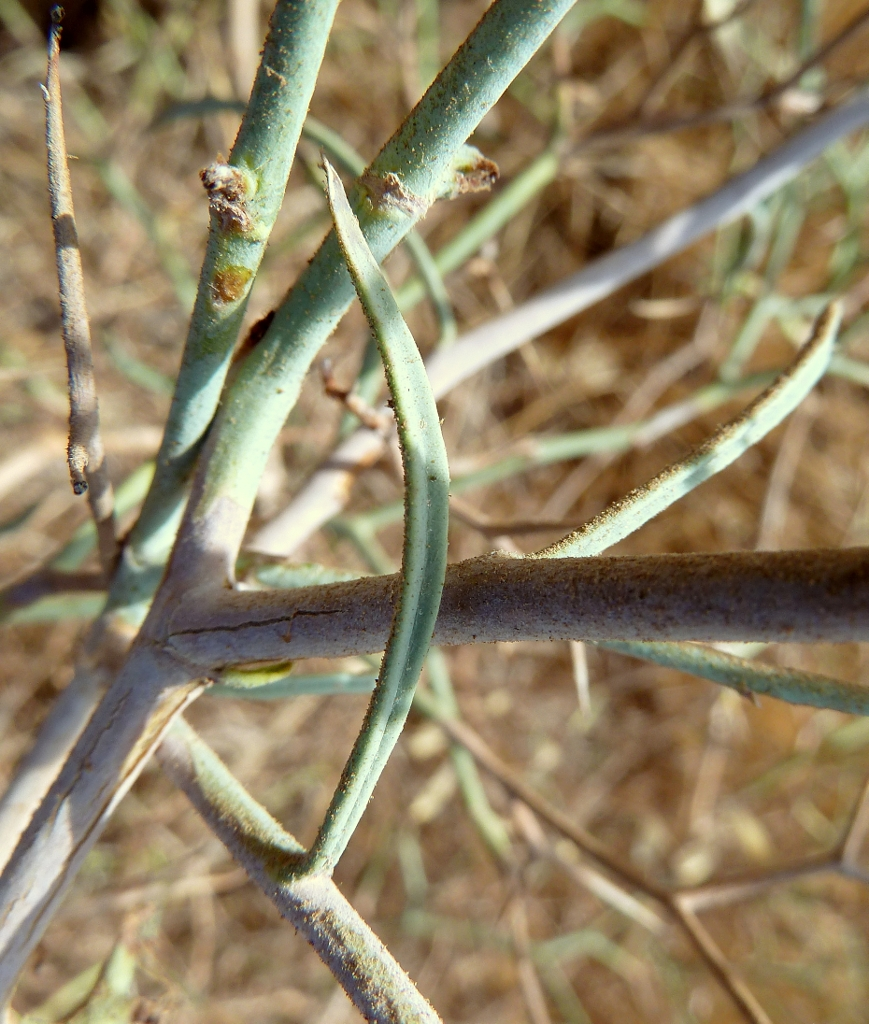
Blatt
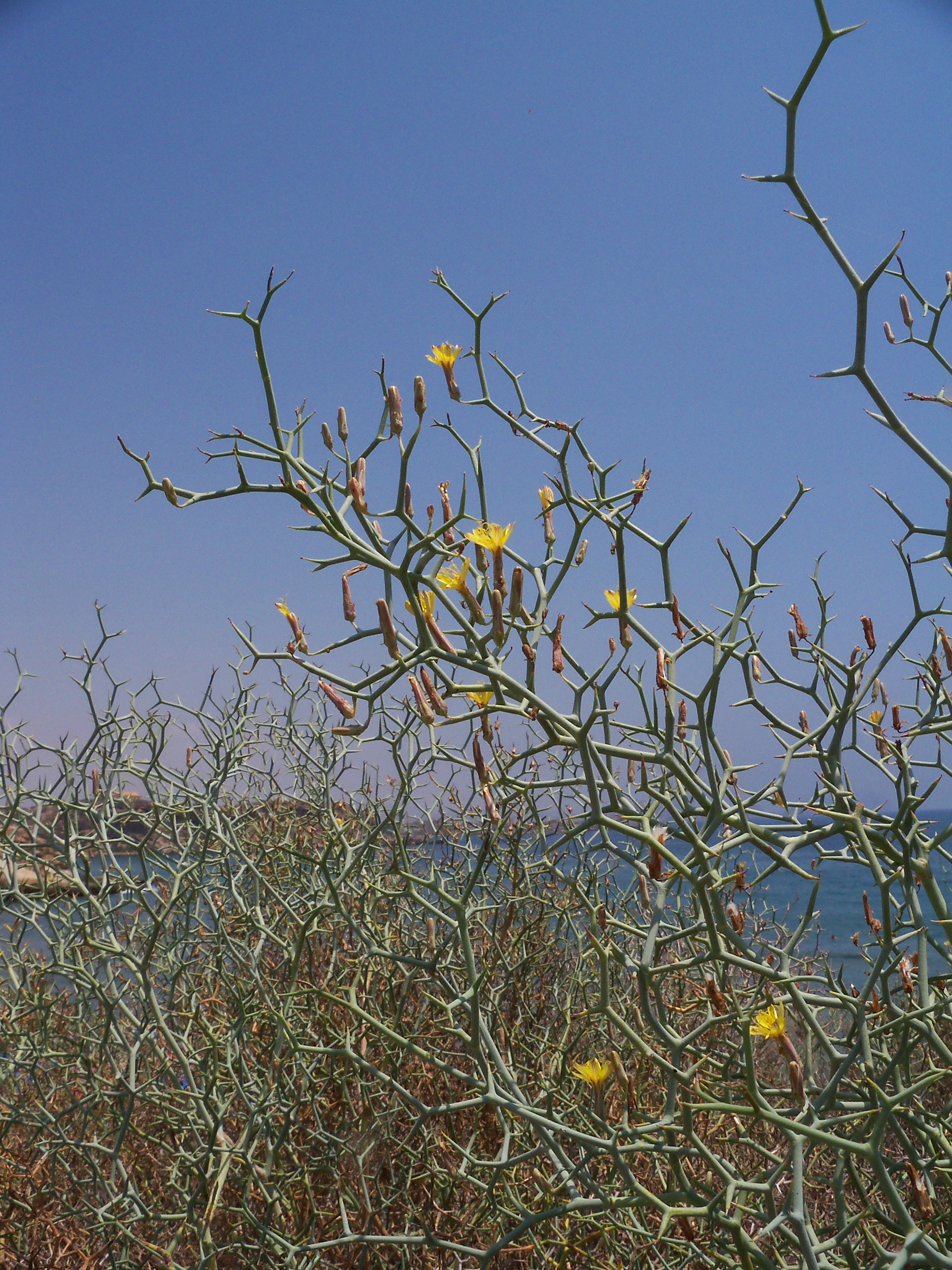
Gesamtblütenstand
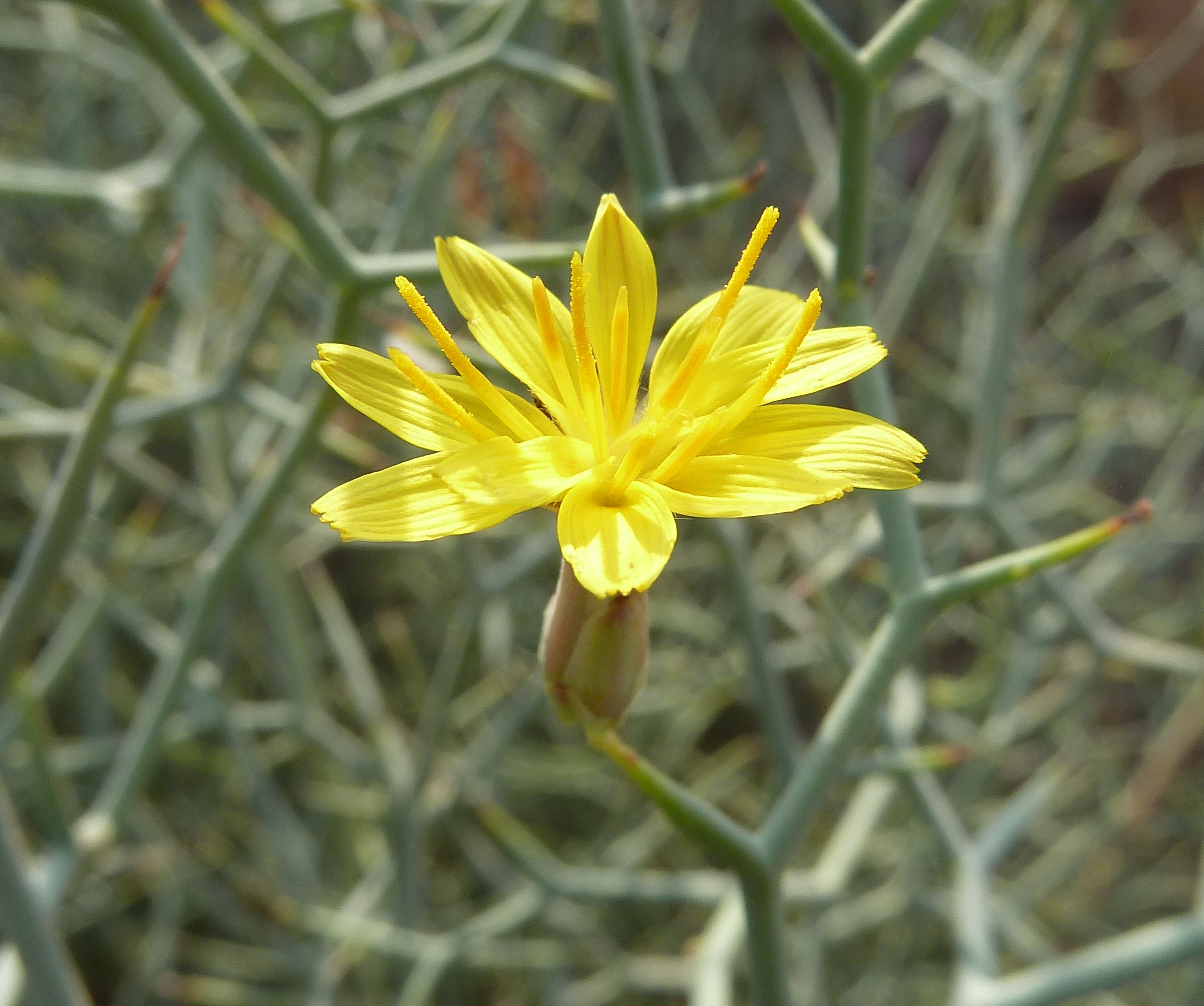
Korbblüte
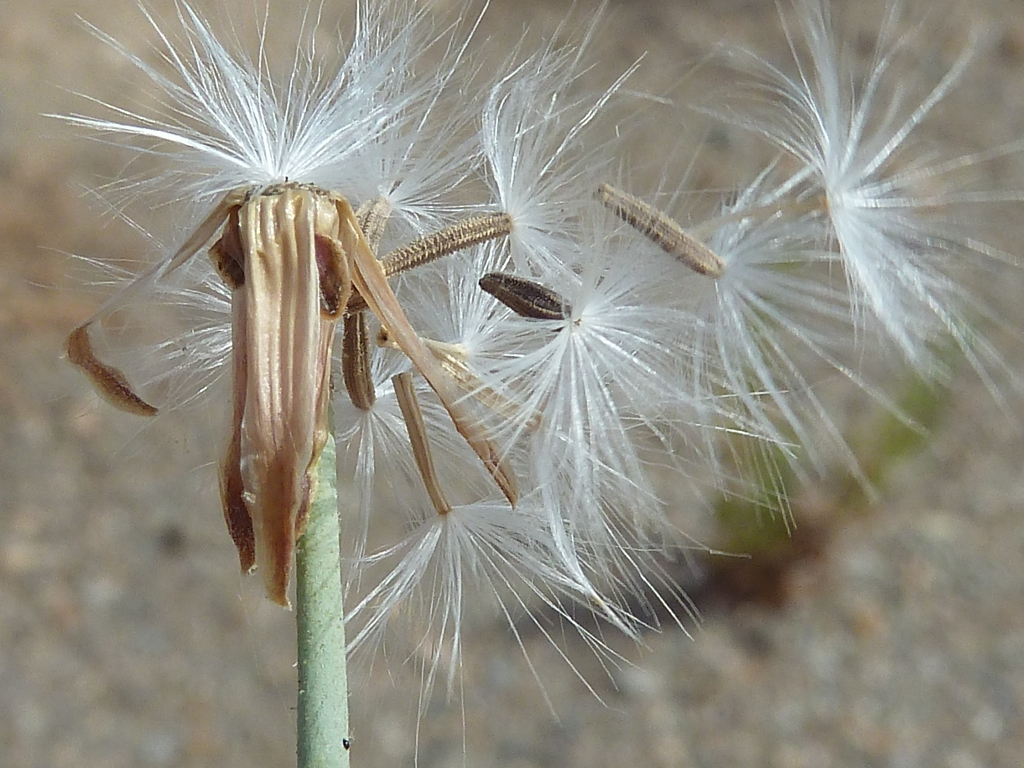
Früchte mit Pappus

## Vorkommen

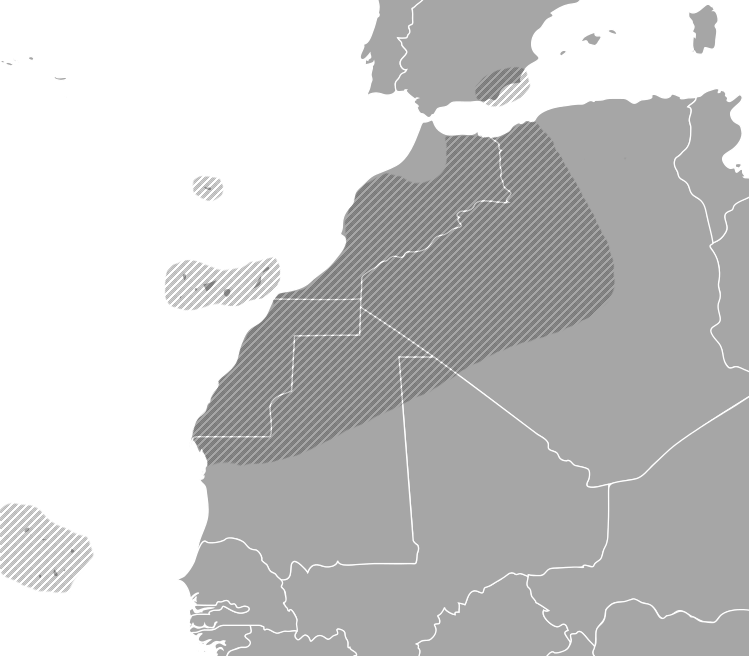
Verbreitungsgebiet nach Kilian, 1997

Der Strauch-Dornlattich ist vor allem im Nordwesten der Sahara in Marokko, Algerien, Westsahara sowie in Mauretanien beheimatet. Er ist zudem auf den meisten der Inseln Makaronesiens an trockeneren Standorten zu finden, so vor allem auf den Kapverden und den Kanaren, dort bevorzugt auf den östlichen Inseln Fuerteventura und Lanzarote. Ein weiteres Verbreitungsgebiet sind die trockenen Küstensteppen im Südosten Spaniens in den Provinzen Granada, Almería und Murcia.
In der Pflanzensoziologie der Vegetation der Kanaren ist der Strauch-Dornlattich die Charakterart der Pflanzengesellschaft Trockenbusch (Launaeetum arborescentis), die auf Fuerteventura über zwei Drittel der Inselfläche bedeckt, er ist damit eine der landschaftsprägenden Arten dieser Insel.

## Ökologie
Launaea arborescens ist xerophil: er bevorzugt trockene, halbwüstenartige Standorte mit sandigen bis steinigen Böden. Ganzjährige Temperaturen über Null und jährliche Niederschläge bis maximal 400 mm zeichnen sein Verbreitungsgebiet aus (zum Vergleich: in München beträgt das jährliche Mittel knapp 1000 mm Niederschlag). Standorte mit Niederschlägen unter 300 mm werden bevorzugt, im Landesinneren Nordafrikas werden selbst noch Regionen besiedelt, in denen weniger als 40 mm Niederschlag im Jahr zur Verfügung stehen. Das Verbreitungsgebiet umfasst viele Küstenregionen und Inselstandorte, in denen trotz der geringen Niederschläge eine vergleichsweise hohe Luftfeuchtigkeit und gemäßigte Temperaturen vorherrschen (kalte Küstenwüsten).

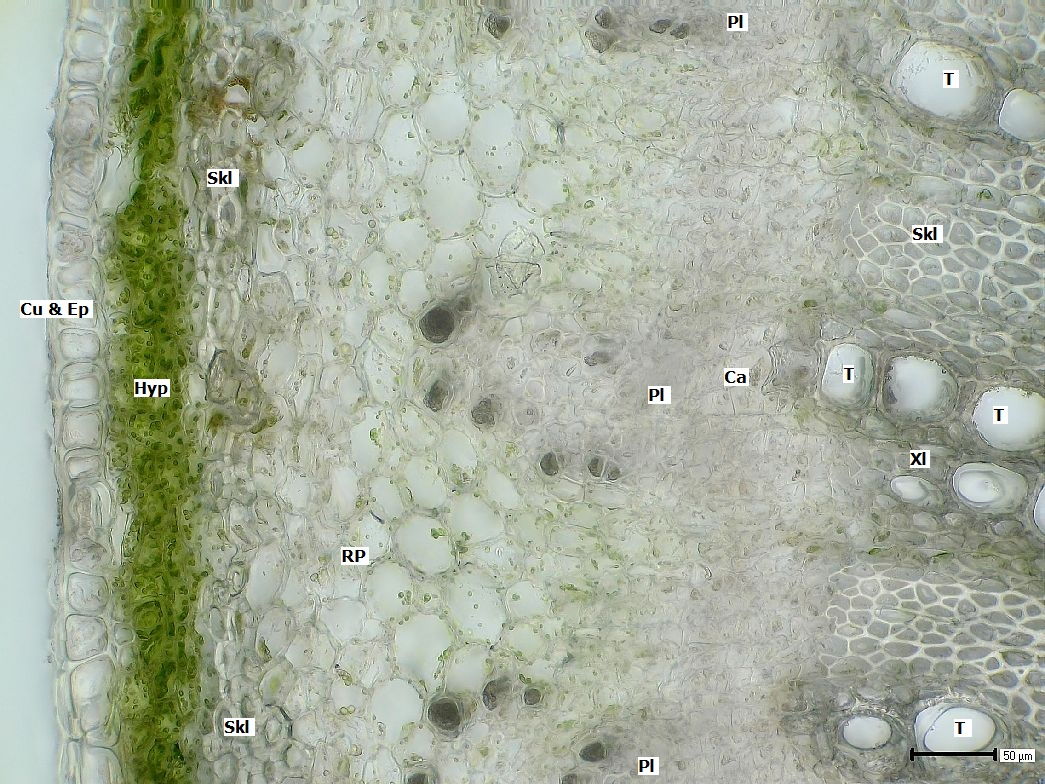
Schnitt durch einen Spross (200x).
Ca: Cambium, Cu: Cuticula, Ep: Epidermis, Hyp: Hypodermis mit den grünen Chloroplasten, Pl: Phloem, RP: Rindenparenchym, Skl: Sklerenchym, T: Tracheen/Tracheiden, Xl: Xylem

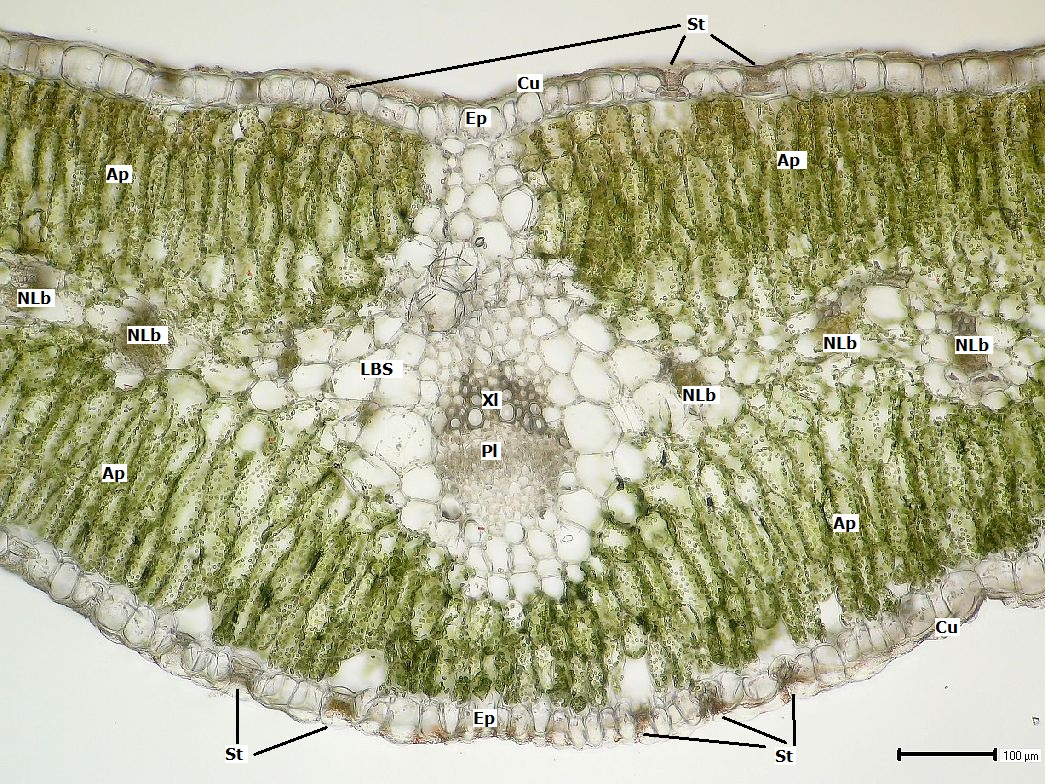
Schnitt durch das Blatt (100x).
Ap: Assimilationsparenchym, Cu: Cuticula, Ep: Epidermis, Lbs: Leitbündelscheide, Nlb: Nebenleitbündel, Pl: Phloem, St: Stoma, Xl: Xylem

Der Strauch-Dornlattich ist als Xerophyt vielfach an die Trockenheit angepasst und verfolgt verschiedene Strategien, um dem Wassermangel zu begegnen. So verfügt er über eine ausgeprägte Pfahlwurzel, die bei einer 90 cm hohen Pflanze mehr als 170 cm Länge erreichen kann und über kräftige Seitenwurzeln verfügt. Mit diesem Wurzelsystem kann er vor allem im Landesinneren, wo er sich bevorzugt in ausgetrockneten Bachbetten und Wadis ansiedelt, die tiefer liegenden und regelmäßig erneuerten Wasserreserven erschließen.
Eine weitere Anpassung ist der weitgehende Verzicht auf Blätter und die damit verbundene Reduzierung der wasserverdunstenden Fläche. Nur in den niederschlagsreicheren Perioden bilden sich am Strauch Blätter, die aber bei Wasserknappheit auch schnell wieder abgestoßen werden. Die Funktion der Blätter wird durch die jungen, grünen Sprossachsen übernommen, bei denen in der Hypodermis, also den direkt unter der Oberfläche liegenden Zellschichten, ein ausgeprägtes Gewebe mit zahlreichen Chloroplasten zur Photosynthese (Assimilationsparenchym) zu finden ist, welches den wesentlichen Beitrag zum Energie- und Stoffwechsel der Pflanze leistet. Auch die Blätter reduzieren durch ihren gleichseitigen (äquifazialen) Aufbau die Oberfläche, da sie durch die Möglichkeit der Photosynthese sowohl auf der Blattober- wie auf der Blattunterseite eine optimale Assimilationsleistung auf kleiner Fläche bieten.
Ungewöhnlich für eine Pflanze an derart trockenen Standorten ist die Verbreitungsstrategie des Strauch-Dornlattichs, der bei ausreichender Wasserversorgung ganzjährig blüht und Früchte bildet. Diese verfügen über keinerlei Keimruhe, sondern beginnen bei günstigen Bedingungen fast alle zu keimen; dabei wird ein weiter Temperaturbereich akzeptiert. Ein Keimdepot im Boden, das nach extremen Trockenheiten die Wiederbesiedlung des Standortes sichert, kann daher nicht aufgebaut werden. Neben der Verbreitung über Samen breitet sich der Strauch-Dornlattich auch vegetativ aus und bildet Ableger über seine Seitenwurzeln. Er kann so bei guten Bedingungen in relativ kurzer Zeit umfangreiche Bestände bilden.

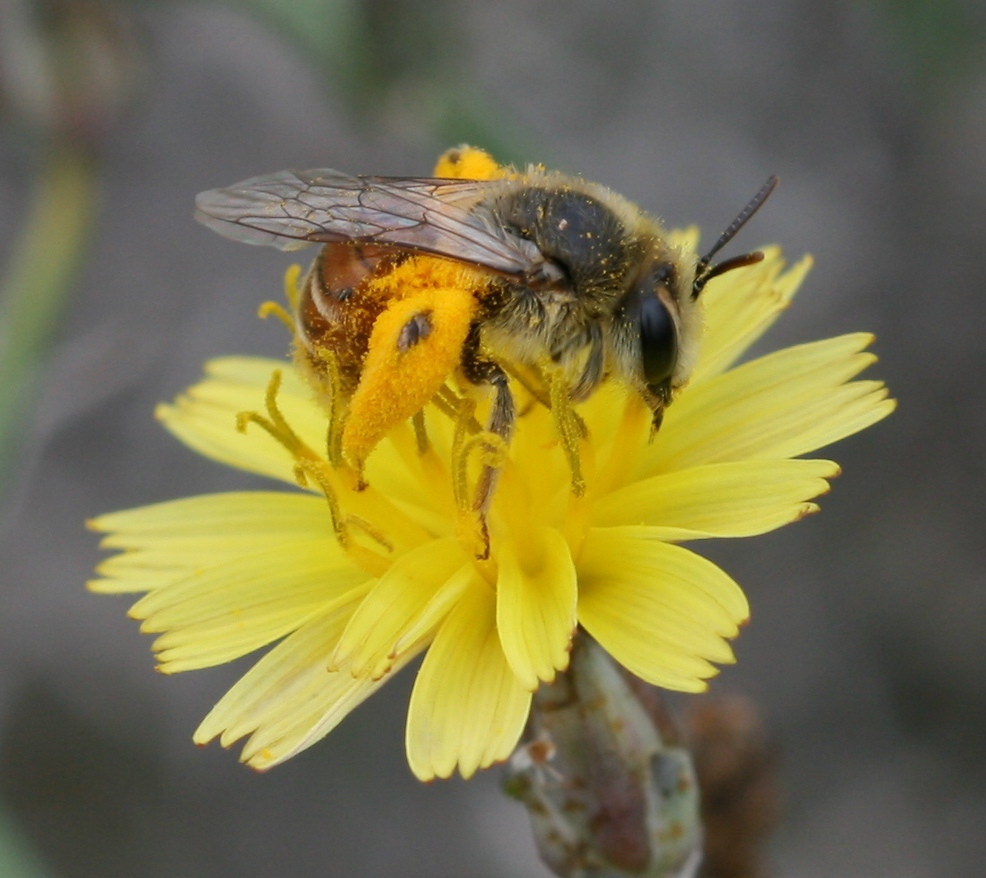
Bestäubung durch eine Sandbiene

Die Blüten des Strauch-Dornlattichs werden durch Bienen bestäubt, die Samen mit Hilfe des Pappus durch den Wind verbreitet (Schirmflieger). Anschließend stirbt die Blüte ab und wird abgeworfen, der verbleibende endständige Spross bildet sich zu einem Dorn um. Nach der Keimung bilden die Jungpflanzen zunächst eine Blattrosette am Boden, aus der der Hauptspross herauswächst, der sich schnell zu einem Blütenstand verzweigt. Das weitere Wachstum erfolgt über Nebensprosse, die an der Basis des Hauptsprosses entstehen (sympodiales Wachstum). Diese wiederholen das Prinzip des ersten Sprosses, und bilden ihrerseits Blütenstände und ein bis zwei Innovationstriebe an der Basis, selbst eine anfängliche Beblätterung ist oft rosettig ausgebildet. Aus den schlafenden Knospen an der durch die Bildung der Rosette zunächst stark gestauchten Basis des Hauptsprosses bilden sich beim weiteren Wachstum neue Seitentriebe. Es entsteht im Inneren des Strauches ein kräftiges, kompaktes, stark verholzendes Dauerachsensystem, das von den sich gegenseitig durchdringenden dornigen Blütenständen überwachsen wird. Diese bleiben über die eigentliche Blütezeit hinaus noch gut ein Jahr grün, bevor sie absterben, verbleiben danach aber weiterhin am Strauch.
Im Süden Spaniens wird der Strauch-Dornlattich von der Gallwespenart Aulacidea martae parasitiert, die erstmals 2004 in Cabo de Gata (Almería) durch José Luis Nieves-Aldrey beschrieben wurde. Die kaum zwei Millimeter lange, weitgehend schwarz gefärbte Wespe legt ihre Eier ausschließlich in die Sprossachsen des Strauch-Dornlattichs. Die Galle entwickelt sich jedoch vollständig im Inneren des Sprosses ohne eine äußerliche Schwellung zu verursachen. Die Larven entwickeln sich in drei Millimeter langen Kammern und verpuppen sich schließlich im Februar; nach dem Schlüpfen der Wespen sind die kleinen, kreisrunden Löcher zu erkennen, durch die die Wespe die Pflanze verlässt.
In der Roten Liste gefährdeter Arten wird der Strauch-Dornlattich nicht geführt, nach den Kriterien der Internationalen Naturschutzunion (IUCN) ist der Strauch-Dornlattich nicht in seinem Bestand gefährdet.

## Nutzung
Der Strauch-Dornlattich wird wirtschaftlich nicht genutzt. Im afrikanischen Verbreitungsgebiet wird er trotz seiner Dornen in der Trockenzeit vor allem von Kamelen beweidet, ist jedoch in größeren Mengen wegen seiner Inhaltsstoffe wenig verträglich.
In der traditionellen Medizin ist seine Verwendung als Heilpflanze gegen Durchfallerkrankungen und als krampflösendes Mittel bekannt, der Milchsaft wird zur Behandlung von Hautkrankheiten eingesetzt. Zudem wird die Verwendung eines leichten Aufgusses gegen Wurmerkrankungen vor allem bei Kindern genannt. In der Region um Marrakesch (Marokko) wird die pulverisierte Wurzel des Strauch-Dornlattichs zusammen mit Artemisia herba-alba bei Diabetes verabreicht.
Ein alkoholischer Auszug aus Launaea arborescens erwies sich im Labor als wirksames Mittel gegen Eier der Fadenwürmer der Gattung Globodera, die als Pflanzenschädlinge von Bedeutung sind; eine praktische Anwendung existiert jedoch bislang nicht.
An Inhaltsstoffen wurden unter anderem die Cumarine Aesculetin und Cichoriin, mehrere Flavonoide wie Luteolin, ein Lignan sowie Kaffeesäureethylester und Ferulasäure nachgewiesen.

## Systematik und Geschichte

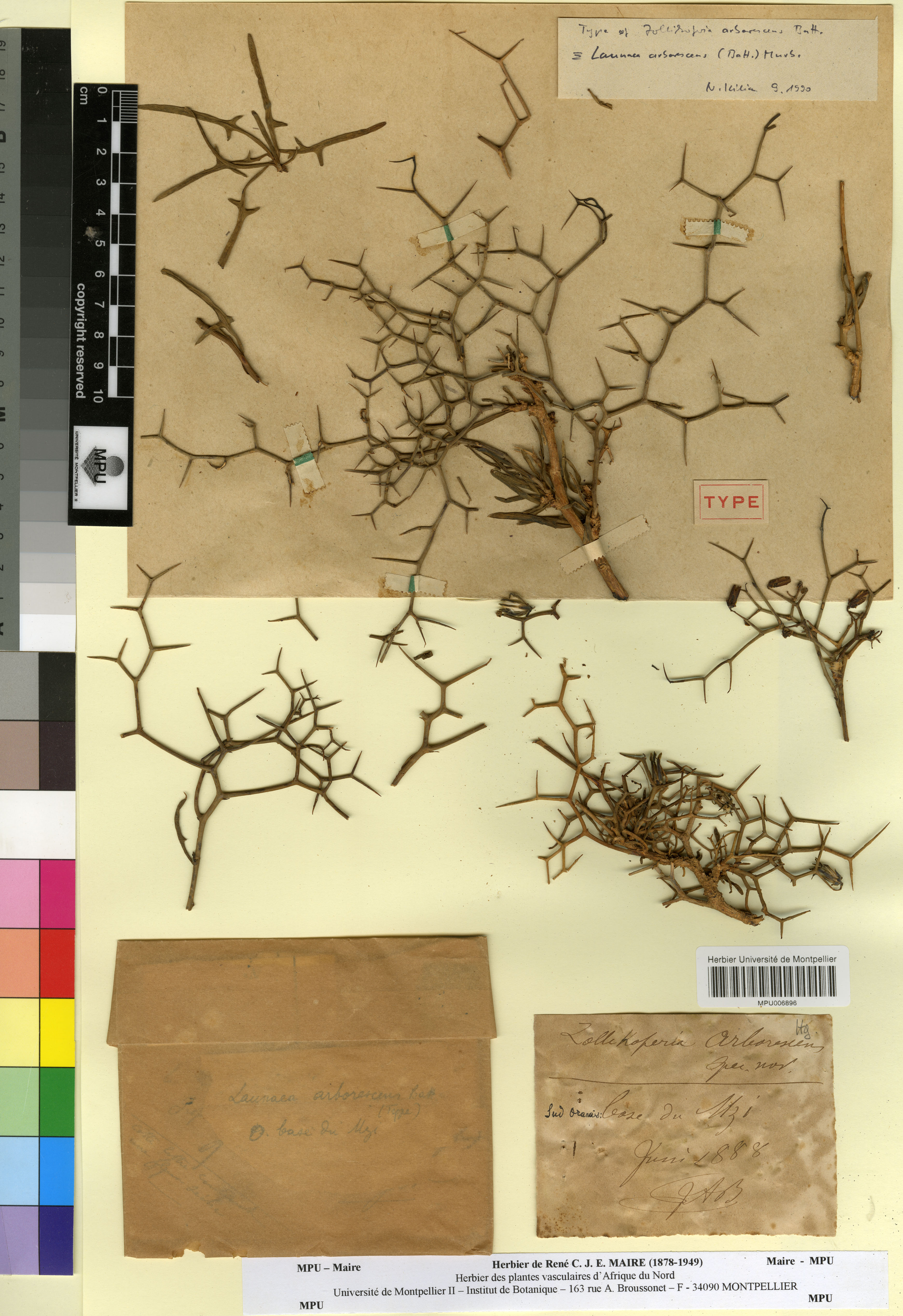
Herbarbeleg für Zollikoferia arborescens Batt., Jules Aimé Battandier (1888)

Die erste, wenig beachtete Beschreibung des Strauch-Dornlattichs stammt aus dem Jahr 1823 vom Biologen Thomas Edward Bowdich, der die Art auf der kapverdischen Insel Boa Vista als neue Art Prenanthes spinosa in der Gattung der Hasenlattiche (Prenanthes) beschrieb. Diese Namensgebung ist jedoch nach den internationalen Regeln zur Namensvergabe nicht gültig, da der Botaniker Peter Forsskål diesen Namen bereits für die nah verwandte Art Launaea spinosa verwendet hatte, und dieser schon 1775 publiziert worden war. Der Herbarbeleg Bowdichs ging zudem auf der Rückreise verloren.
Launaea arborescens wurde im 19. Jahrhundert weitgehend mit der heutigen Art Launaea spinosa identifiziert. 1888 erkannten die französischen Botaniker Jules Aimé Battandier und Louis Trabut auf einer Forschungsreise durch Algerien den Strauch-Dornlattich als eigene unabhängige Art; Battandier beschrieb Launaea arborescens daraufhin als neue Art Zollikoferia arborescens Batt. 1923 wurde die Art schließlich durch den schwedischen Botaniker Svante Samuel Murbeck in die Gattung Launaea eingeordnet. Die bereits 1916 durch René Maire publizierte Kombination Launaea arborescens für den Dorn-Strauchlattich erfüllt nicht die notwendigen Kriterien für die offizielle Namensgebung einer Art, die Zuschreibung Maire wird aber vor allem in der französischsprachigen Literatur häufig verwendet.
Nach der letzten Revision der Gattung Launaea 1997 durch Norbert Kilian steht der Strauch-Dornlattich in der Sektion Acanthosonchus, einer Gruppe von fünf Sträuchern oder Halbsträuchern mit mehr oder weniger dornigen Blütenständen. Es sind zwei Unterarten des Strauch-Dornlattich bekannt: L. launaea subsp. arborescens und subsp. melanostigma. Die am nächsten verwandte Art ist das Schwestertaxon Launaea spinosa, das im Norden des Roten Meeres beheimatet ist.
Der Strauch-Dornlattich ist in seinem Verbreitungsgebiet unter zahlreichen lokalen Namen bekannt, so etwa arabisch moulbina oder bou chlaba, spanisch aulaga, rascamoños oder pendejo und carqueja auf Portugiesisch.
Der Gattungsname Launaea ehrt Jean Claude Mien Mordant de Launey (ca. 1750–1816), einen französischen Juristen und Naturwissenschaftler, die Gattung Zollikoferia ist nach Caspar Tobias Zollikofer (1774–1843), einem Schweizer Arzt, Apotheker und Naturforscher benannt.

## Der Strauch-Dornlattich in Kunst und Literatur

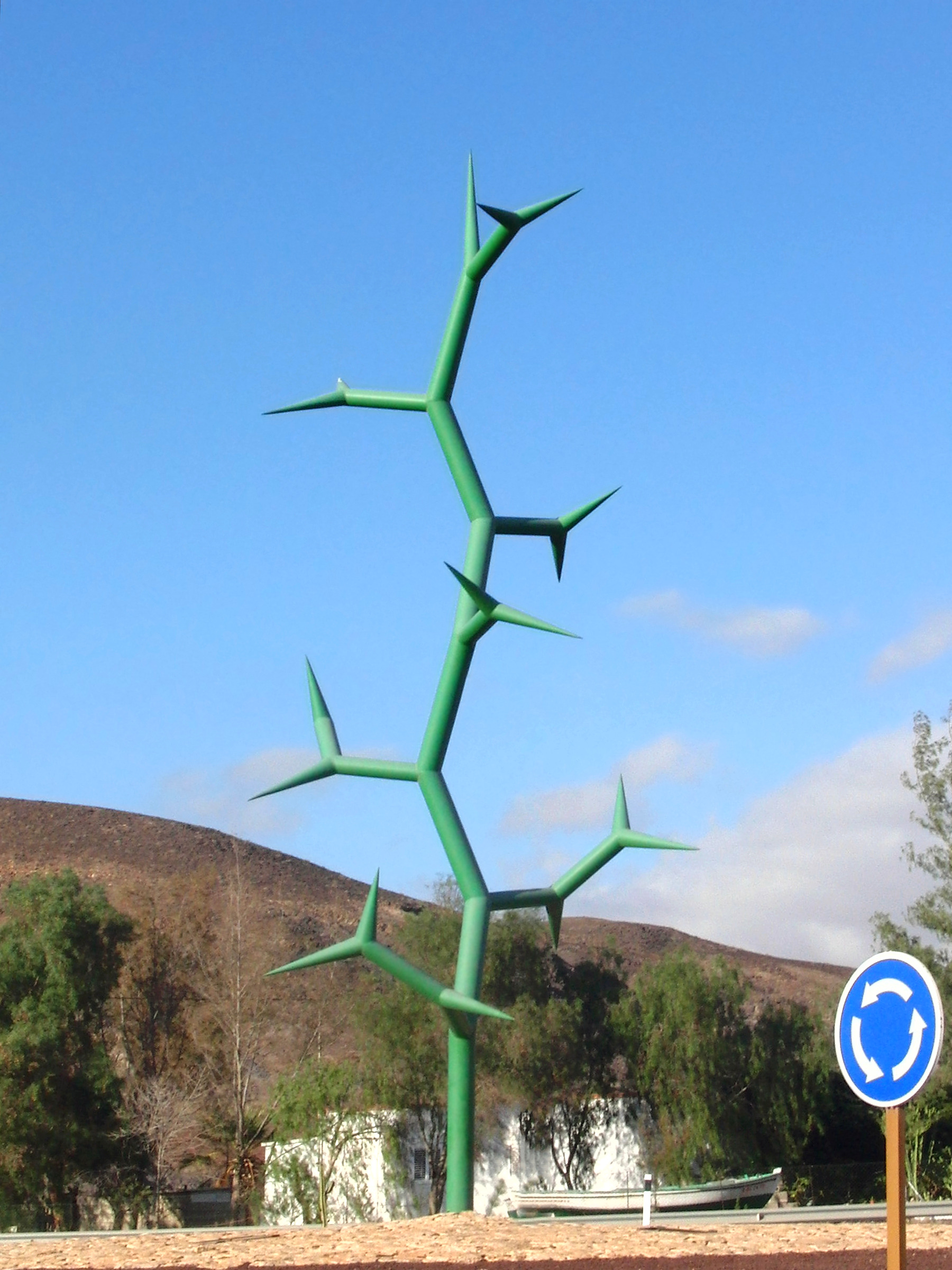
Aulaga-Skulptur in Pájara (Fuerteventura)

Der spanische Dichter, Philosoph und Politiker Miguel de Unamuno wurde im Februar 1924 wegen seiner gegen die Militärregierung von Miguel Primo de Rivera gerichteten publizistischen Tätigkeit für einige Monate auf die kanarische Insel Fuerteventura verbannt. Er verarbeitete die Erfahrung der Verbannung in seinen Essays, Artikeln und Sonetten. Weit entfernt von Spanien in der Isolation dieser kargen und doch grandiosen Landschaft findet er zu einem neuen Verhältnis zur Religion, aber auch zu einer eigenen Idealvorstellung von Spanien.
Immer wieder beschreibt er die steinerne, baumlose Landschaft Fuerteventuras als „Skelett einer Insel“, durch die die «verdad desnuda y descarnada, el esqueleto de la verdad» (deutsch: „die nackte und unverhüllte Wahrheit, das Skelett der Wahrheit“) spreche. In der allgegenwärtigen aulaga – der spanische Name des Strauch-Dornlattichs – findet er ein Sinnbild für diese Landschaft, denn sie ist selbst ein «esqueleto de planta, toda ella secas espinas y, por breve tiempo, flores» (deutsch: „Skelett einer Pflanze, ganz trockener Dorn und, für kurze Zeit, Blüten“). Er widmete der aulaga den Essay La aulaga majorera:

«¡Que lección de estilo, y de lo más íntimo del estilo, esta aulaga de Fuerteventura! Es la expresión de la isla misma; es la isla expresándose, diciéndose; es la palabra suprema de la isla. En la aulaga ha expresado sus entrañas volcánicas, el poso de su corazón de fuego, esta isla entrañable.»

In Pájara auf Fuerteventura schmückt eine monumentale, abstrahierende Skulptur eines Strauch-Dornlattichs einen Kreisverkehr.